# 1779
1779 (MDCCLXXIX) fue un año común comenzado en viernes según el calendario gregoriano.

## Acontecimientos
- 14 de febrero: Cede en su inauguración el puente sobre el río Guadalete en Puerto de Santa María (Cádiz) y mueren cuatrocientas trece personas.
- 12 de abril: Tratado de Aranjuez. El rey de España declara la guerra al Reino Unido y se alinea en la lucha franco-americana en el marco de la Guerra de Independencia Estadounidense.
- 22 de abril: en el sur del Virreinato del Río de la Plata, Francisco de Viedma funda las dos aldeas más antiguas de la Patagonia, Viedma y Carmen de Patagones.
- 24 de abril: Sitio de Gibraltar.
- 13 de mayo: el Tratado de Teschen pone fin a la Guerra de Sucesión bávara.
- 30 de mayo: en la provincia de Buenos Aires (Argentina), unos 130 km al sur de la ciudad de Buenos Aires, Pedro Nicolás Escribano funda el fuerte San Juan Bautista (posteriormente ciudad de Chascomús).

### Acontecimientos sin fecha
- En el río Severn, en el condado inglés de Shropshire (Reino Unido) se construye el primer puente de hierro.
- En Finlandia se funda la aldea de Tampere.
- El fisiólogo neerlandés Jan Ingenhousz descubre la fotosíntesis.
- Se crea la Parroquia San Laureano en la ciudad de Bucaramanga.
- Se construye en Tlacotalpan Veracruz una iglesia dedicada a Nuestra Señora de la Candelaria bajo el diseño de Juan de Medina.

## Arte y literatura
- Gotthold Ephraim publica la obra teatral Nathan el Sabio, fervoroso llamamiento a la tolerancia religiosa.

## Ciencia y tecnología
- Johann Hermann (1738-1800) describe por primera vez la foca monje común (Mónacus mónacus).

## Nacimientos
- 5 de enero: Stephen Decatur, héroe naval estadounidense (f. 1820).
- Zebulon Pike, explorador estadounidense (f. 1813).
- 3 de mayo: Jean Vincent Félix Lamouroux, biólogo naturalista francés (f. 1825).
- 21 de mayo: Mary Anning, paleontóloga británica (f.1847)
- 23 de mayo: Rita Pérez de Moreno, activista independentista mexicana, esposa de Pedro Moreno (f. 1779).
- 28 de mayo: Thomas Moore, poeta irlandés (f. 1852).
- 1 de agosto: Lorenz Oken, naturalista alemán (f. 1851).
- 1 de agosto: Francis Scott Key escribió la letra del himno nacional de Estados Unidos (f. 1843).
- 20 de agosto: Jöns Jacob Berzelius, químico sueco (f. 1848).
- 29 de agosto: Juan Bautista Bustos, militar federal argentino (f. 1830).
- 19 de octubre: Pedro Velarde, militar español, héroe de la independencia (f. 1808).
- 28 de octubre: Francisco Cea Bermúdez, político español, presidente del Consejo de Ministros (f. 1850).
- 10 de noviembre: Ana María Javouhey, religiosa francesa, fundadora de la congregación de San José de Cluny (f. 1851).
- 14 de noviembre: Adam Oehlenschläger, poeta danés; introdujo el romanticismo a Dinamarca (f. 1850).
- 12 de diciembre: Magdalena Sofía Barat, religiosa francesa, fundadora de la Sociedad del Sagrado Corazón (f. 1865).
- 18 de noviembre: Antonia Nava de Catalán, militar insurgente mexicana, heroína de la independencia (f. 1843).
- Giovanni Battista Bugatti, verdugo italiano (f. 1869).

## Fallecimientos
- 3 de enero: Claude Bourgelat, veterinario francés (n. 1712).
- 20 de enero: David Garrick, actor y dramaturgo británico (n. 1717).
- 12 de febrero: Jacobo Sedelmayer, misionero jesuita y explorador de la Nueva España (n. 1703).
- 14 de febrero: James Cook, navegante, explorador y cartógrafo británico (n. 1728).
- 2 de marzo: Karim Jan, rey iraní; comienzan luchas tribales para sucederlo en el trono de Irán (n. 1705).
- 13 de noviembre: Thomas Chippendale, diseñador y fabricante de muebles británico (n. 1718).
- 16 de noviembre: Pehr Kalm, botánico y explorador sueco (n. 1716).